# Julia Dalavia
Julia Dalavia Nina (Rio de Janeiro, 9 de fevereiro de 1998) é uma atriz brasileira. Após atuar na trilogia Até que a Sorte nos Separe (2012–15), foi contratada pela Rede Globo, destacando-se na primeira fase da telenovela Velho Chico (2016), como a prostituta Mayara em Justiça (2016), como a soropostiva Nanda em Os Dias Eram Assim (2017), como a refugiada síria Laila em Órfãos da Terra (2019) e como a rebelde Guta de Pantanal (2022).

## Biografia
Nascida e criada no Rio de Janeiro, Julia passou a se interessar pela atuação já aos 5 anos, ao visitar a avó, vizinha do curso O Tablado, o qual passou a frequentar. Também fez cursos de Vídeo e Cinema, com Cibele Santa Cruz, e de Teatro, na Casa de Cultura Humaitá, com Daniela Pessoa e supervisão de Pedro Vasconcelos.

## Vida pessoal
Em 2019, teve um breve relacionamento com o músico Chico Chico, filho da cantora Cássia Eller. Em agosto de 2022, assumiu seu namoro com o ator João Vithor Oliveira. Em julho do mesmo ano, ela se assumiu bissexual.

## Carreira
Em 2006, fez sua estreia no teatro, participando da peça infantil A Fuga Das Galinhas. No mesmo ano, estreou no cinema, interpretando Rovena no filme O Cavaleiro Didi e a Princesa Lili. Em 2012, estreou nos cinemas nacionais na trilogia de filmes Até que a Sorte nos Separe de 2012, Até que a Sorte nos Separe 2 de 2013 e Até que a Sorte nos Separe 3: A Falência Final de 2015 interpretando Stefani "Teté" Peixoto.
Em 2014, fez sua estreia na televisão, interpretando Helena na primeira fase da novela das 21h Em Família. No mesmo ano, viveu Alê na novela das 18h Boogie Oogie. Em 2016, interpretou Maria Tereza na primeira fase da novela das 21h Velho Chico. Em 2016, viveu a jovem prostituta Mayara na minissérie Justiça. Em 2017, integrou no elenco da supersérie Os Dias Eram Assim interpretando Fernanda, uma jovem que descobre ser portadora do vírus HIV. No mesmo ano, viveu a advogada Adriana na novela das 21h O Outro Lado do Paraíso.
Em 2019, protagonizou ao lado de Renato Góes, a novela das 18h Orfãos da Terra interpretando a jovem síria Laila. Voltou às novelas na segunda fase do remake de Pantanal como Guta, personagem de destaque defendida por Luciene Adami na versão original da novela.
Em 2023, gravou duas séries do Globoplay: De abril até julho, em Goiânia, gravou a série de terror Reencarne, interpretando Verônica, uma reencarnação de um rapaz que morreu e está em busca de descobrir quem é seu verdadeiro assassino. Desde outubro, grava a série Dias Perfeitos, como Clarice, uma jovem roteirista, que é sequestrada por Téo, Jaffar Bambirra. Boa parte da série mostrará o jogo entre eles no cativeiro.

## Filmografia

### Televisão
| Ano  | Título                  | Personagem                          | Notas                                            |
| ---- | ----------------------- | ----------------------------------- | ------------------------------------------------ |
| 2013 | As Canalhas             | Tereza/Irmã Angélica (jovem)        | Episódio: "Angélica"                             |
| 2013 | Meu Passado Me Condena  | Beatriz Costa (Bia)                 | Episódio: "O Ex-Namorado que Gostava de Criança" |
| 2014 | Em Família              | Helena Fernandes Machado (jovem)    | Episódio: "3 de fevereiro"                       |
| 2014 | Boogie Oogie            | Alessandra Dias dos Santos (Alê)    |                                                  |
| 2016 | Velho Chico             | Maria Tereza de Sá Ribeiro (jovem)  | Episódios: "29 de março–11 de abril"             |
| 2016 | Justiça                 | Mayara Libéria do Nascimento / Suzy |                                                  |
| 2017 | Os Dias Eram Assim      | Fernanda Sampaio (Nanda)            |                                                  |
| 2017 | O Outro Lado do Paraíso | Adriana Barbosa de Montserrat       |                                                  |
| 2019 | Órfãos da Terra         | Laila Faiek                         |                                                  |
| 2022 | Pantanal                | Maria Augusta Nogueira (Guta)       |                                                  |
| 2025 | Dias Perfeitos          | Clarice                             |                                                  |
| 2025 | Reencarne               | Verônica                            |                                                  |

### Cinema
| Ano  | Título                                         | Personagem                    |
| ---- | ---------------------------------------------- | ----------------------------- |
| 2006 | O Cavaleiro Didi e a Princesa Lili             | Rovena                        |
| 2012 | Até que a Sorte nos Separe                     | Stefani Bastos Peixoto (Teté) |
| 2013 | Até que a Sorte nos Separe 2                   | Stefani Bastos Peixoto (Teté) |
| 2015 | Até que a Sorte nos Separe 3: A Falência Final | Stefani Bastos Peixoto (Teté) |
| 2022 | Minha Família Perfeita                         | Debora                        |
| 2022 | O Pastor e o Guerrilheiro                      | Juliana                       |

## Teatro
| Ano  | Título                                   | Personagem  |
| ---- | ---------------------------------------- | ----------- |
| 2006 | A Fuga das Galinhas                      |             |
| 2007 | Uma História sem Fim                     |             |
| 2007 | Fame                                     |             |
| 2008 | O Grande Rio - As Aventuras de Huck Finn |             |
| 2009 | Viagem Fantástica                        |             |
| 2009 | Tribobó City                             | El Mexicano |
| 2010 | Gypsy                                    | Baby Louise |
| 2018 | Para Onde Vão Os Corações Partidos       | Agustina    |

## Prêmios e indicações
| Ano  | Prêmio                        | Categoria                        | Nomeações                 | Resultado |
| ---- | ----------------------------- | -------------------------------- | ------------------------- | --------- |
| 2016 | Troféu UOL TV e Famosos       | Revelação da TV                  | Justiça                   | Indicada  |
| 2017 | Melhores do Ano               | Melhor Atriz de Série/Minissérie | Os Dias Eram Assim        | Indicada  |
| 2017 | Troféu UOL TV e Famosos       | Melhor Atriz                     | Os Dias Eram Assim        | Indicada  |
| 2017 | Prêmio Contigo! Online        | Melhor Atriz de Série            | Os Dias Eram Assim        | Indicada  |
| 2017 | Prêmio F5                     | Melhor Atriz de Série/Minissérie | Os Dias Eram Assim        | Indicada  |
| 2018 | Prêmio Extra de Televisão     | Melhor Atriz Coadjuvante         | Os Dias Eram Assim        | Indicada  |
| 2019 | Prêmio Contigo! Online        | Par Romântico (com Renato Góes)  | Órfãos da Terra           | Indicada  |
| 2022 | Festival de Gramado           | Melhor Atriz                     | O Pastor e o Guerrilheiro | Indicada  |
| 2022 | BreakTudo Awards              | Crush do Ano                     | Julia Dalavia             | Indicada  |
| 2022 | Poc Awards                    | Poc do Ano                       | Julia Dalavia             | Indicada  |
| 2022 | Poc Awards                    | Atriz                            | Pantanal                  | Indicada  |
| 2024 | Festival Sesc Melhores Filmes | Melhor Atriz Nacional            | O Pastor e o Guerrilheiro | Pendente  |